# Teliucu Inferior
Teliucu Inferior là một xã thuộc hạt Hunedoara, România. Dân số thời điểm năm 2002 là 2564 người.